# Campionato mondiale di hockey su ghiaccio - Prima Divisione 2006
Il Campionato mondiale di hockey su ghiaccio - Prima Divisione 2006 è stato un torneo di hockey su ghiaccio organizzato dall'International Ice Hockey Federation. Il torneo si è disputato fra il 23 e il 30 aprile 2006. Le dodici squadre partecipanti sono state divise in due gironi da sei ciascuno. Il torneo del Gruppo A si è svolto nella città di Amiens, in Francia. Le partite del Gruppo B invece si sono disputate a Tallinn, in Estonia.
La Germania ha vinto il Gruppo A mentre l'Austria il Gruppo B, garantendosi così la partecipazione al Campionato mondiale di hockey su ghiaccio maschile 2007. Al contrario Israele e la Croazia, giunte all'ultimo posto dei rispettivi gironi, sono state retrocesse per il 2007 in Seconda Divisione. La Romania e la Cina, vincitrici dei due gironi della Seconda Divisione, sostituiscono nel 2007 Israele e la Croazia.

## Partecipanti

### Gruppo A
| Nazionale   | Qualificazione                                                |
| ----------- | ------------------------------------------------------------- |
| Germania    | Quindicesima e retrocessa dal Gruppo A del 2005.              |
| Francia     | Ospitante, seconda nella Prima Divisione - Gruppo B del 2005. |
| Ungheria    | Terza nella Prima Divisione - Gruppo A del 2005.              |
| Giappone    | Quarto nella Prima Divisione - Gruppo A del 2005.             |
| Regno Unito | Quinto nella Prima Divisione - Gruppo A del 2005.             |
| Israele     | Primo e promosso dalla Seconda Divisione - Gruppo B del 2005. |

### Gruppo B
| Nazionale   | Qualificazione                                                |
| ----------- | ------------------------------------------------------------- |
| Austria     | Sedicesima e retrocessa dal Gruppo A del 2005.                |
| Polonia     | Seconda nella Prima Divisione - Gruppo A del 2005.            |
| Paesi Bassi | Terzi nella Prima Divisione - Gruppo B del 2005.              |
| Estonia     | Ospitante, quarta nella Prima Divisione - Gruppo B del 2005.  |
| Lituania    | Quinta nella Prima Divisione - Gruppo B del 2005.             |
| Croazia     | Prima e promossa dalla Seconda Divisione - Gruppo A del 2005. |

## Gruppo A

### Incontri
| Amiens 24 aprile 2006, ore 13:00 | Israele | 2 – 11 (0-6; 0-3; 2-2) referto | Germania | Amiens Coliseum (1.748 spett.) |

| Amiens 24 aprile 2006, ore 16:30 | Regno Unito | 3 – 4 (0-1; 1-1; 2-2) referto | Ungheria | Amiens Coliseum (1.373 spett.) |

| Amiens 24 aprile 2006, ore 20:00 | Giappone | 1 – 4 (0-2; 1-2; 0-0) referto | Francia | Amiens Coliseum (2.600 spett.) |

| Amiens 25 aprile 2006, ore 16:30 | Germania | 4 – 0 (1-0; 1-0; 2-0) referto | Giappone | Amiens Coliseum (1.221 spett.) |

| Amiens 25 aprile 2006, ore 20:00 | Francia | 1 – 0 (0-0; 0-0; 1-0) referto | Regno Unito | Amiens Coliseum (2.696 spett.) |

| Amiens 26 aprile 2006, ore 16:30 | Ungheria | 8 – 0 (3-0; 3-0; 2-0) referto | Israele | Amiens Coliseum (883 spett.) |

| Amiens 27 aprile 2006, ore 13:00 | Israele | 1 – 7 (0-1; 1-3; 0-3) referto | Giappone | Amiens Coliseum (1.262 spett.) |

| Amiens 27 aprile 2006, ore 16:30 | Germania | 8 – 0 (4-0; 1-0; 3-0) referto | Regno Unito | Amiens Coliseum (2.012 spett.) |

| Amiens 27 aprile 2006, ore 20:00 | Francia | 3 – 3 (1-1; 2-1; 0-1) referto | Ungheria | Amiens Coliseum (3.020 spett.) |

| Amiens 29 aprile 2006, ore 13:00 | Giappone | 4 – 2 (1-2; 1-0; 2-0) referto | Regno Unito | Amiens Coliseum (1.482 spett.) |

| Amiens 29 aprile 2006, ore 16:30 | Francia | 9 – 0 (3-0; 2-0; 4-0) referto | Israele | Amiens Coliseum (3.048 spett.) |

| Amiens 29 aprile 2006, ore 20:00 | Ungheria | 2 – 6 (1-0; 1-2; 0-4) referto | Germania | Amiens Coliseum (2.648 spett.) |

| Amiens 30 aprile 2006, ore 13:00 | Regno Unito | 12 – 0 (2-0; 4-0; 6-0) referto | Israele | Amiens Coliseum (1.370 spett.) |

| Amiens 30 aprile 2006, ore 16:30 | Ungheria | 3 – 6 (1-1; 1-3; 1-2) referto | Giappone | Amiens Coliseum (1.340 spett.) |

| Amiens 30 aprile 2006, ore 20:00 | Germania | 5 – 0 (2-0; 3-0; 0-0) referto | Francia | Amiens Coliseum (3.200 spett.) |

### Classifica
| Pos. |             | PG | V | N | P | GF | GS | DR  | Pt |
| 1.   | Germania    | 5  | 5 | 0 | 0 | 34 | 4  | +30 | 10 |
| 2.   | Francia     | 5  | 3 | 1 | 1 | 17 | 9  | +8  | 7  |
| 3.   | Giappone    | 5  | 3 | 0 | 2 | 18 | 14 | +4  | 6  |
| 4.   | Ungheria    | 5  | 2 | 1 | 2 | 20 | 18 | +2  | 5  |
| 5.   | Regno Unito | 5  | 1 | 0 | 4 | 17 | 17 | 0   | 2  |
| 6.   | Israele     | 5  | 0 | 0 | 5 | 3  | 47 | -44 | 0  |

### Riconoscimenti individuali
- Miglior portiere: Robert Müller -  Germania
- Miglior difensore: Sacha Goc -  Germania
- Miglior attaccante: Olivier Coqueux -  Francia

### Classifica marcatori
| Giocatore           | PG | G | A | Pt | +/- | MP |
| ------------------- | -- | - | - | -- | --- | -- |
| Sacha Goc           | 5  | 6 | 5 | 11 | +3  | 2  |
| Krisztian Palkovics | 5  | 3 | 5 | 8  | 0   | 2  |
| Olivier Coqueux     | 5  | 2 | 6 | 8  | +3  | 0  |
| Gabor Ocskay        | 5  | 2 | 6 | 8  | +1  | 4  |
| Marco Sturm         | 5  | 4 | 3 | 7  | +4  | 6  |
| Felix Schütz        | 5  | 2 | 5 | 7  | +5  | 0  |
| Takahito Suzuki     | 5  | 2 | 5 | 7  | +3  | 6  |
| Marton Vas          | 5  | 5 | 1 | 6  | +3  | 2  |
| Daniel Kreutzer     | 5  | 2 | 4 | 6  | +4  | 4  |
| Chris Yule          | 5  | 2 | 4 | 6  | +1  | 8  |

Fonte: IIHF.com

### Classifica portieri
| Giocatore       | Min    | TC  | GS | SO | MGS  | Sv%   |
| --------------- | ------ | --- | -- | -- | ---- | ----- |
| Robert Müller   | 239:08 | 74  | 2  | 3  | 0.50 | 97.30 |
| Steven Lyle     | 217:41 | 122 | 9  | 1  | 2.48 | 92.62 |
| Fabrice Lhenry  | 240:00 | 99  | 9  | 1  | 2.25 | 90.91 |
| Naoya Kikuchi   | 180:00 | 81  | 9  | 0  | 3.00 | 88.89 |
| Masahito Haruna | 120:00 | 45  | 5  | 0  | 2.50 | 88.89 |

Fonte: IIHF.com

## Gruppo B

### Incontri
| Tallinn 23 aprile 2006, ore 13:00 | Lituania | 3 – 3 (2-0; 0-1; 1-2) referto | Paesi Bassi | Kreenholm Ice Hall (250 spett.) |

| Tallinn 23 aprile 2006, ore 16:30 | Estonia | 1 – 3 (0-2; 1-1; 0-0) referto | Polonia | Kreenholm Ice Hall (1.049 spett.) |

| Tallinn 23 aprile 2006, ore 20:00 | Croazia | 0 – 6 (0-1; 0-4; 0-1) referto | Austria | Kreenholm Ice Hall (312 spett.) |

| Tallinn 24 aprile 2006, ore 13:00 | Polonia | 1 – 2 (1-0; 0-0; 0-2) referto | Lituania | Kreenholm Ice Hall (242 spett.) |

| Tallinn 24 aprile 2006, ore 16:30 | Paesi Bassi | 5 – 1 (1-0; 2-0; 2-1) referto | Croazia | Kreenholm Ice Hall (277 spett.) |

| Tallinn 24 aprile 2006, ore 20:00 | Austria | 3 – 1 (0-1; 2-0; 1-0) referto | Estonia | Kreenholm Ice Hall (2.500 spett.) |

| Tallinn 26 aprile 2006, ore 13:00 | Austria | 5 – 3 (1-1; 2-2; 2-0) referto | Lituania | Kreenholm Ice Hall (224 spett.) |

| Tallinn 26 aprile 2006, ore 16:30 | Polonia | 5 – 1 (2-0; 1-0; 2-1) referto | Paesi Bassi | Kreenholm Ice Hall (202 spett.) |

| Tallinn 26 aprile 2006, ore 20:00 | Croazia | 6 – 8 (2-3; 2-4; 2-1) referto | Estonia | Kreenholm Ice Hall (3.000 spett.) |

| Tallinn 28 aprile 2006, ore 13:00 | Polonia | 7 – 1 (1-0; 2-1; 4-0) referto | Croazia | Kreenholm Ice Hall (350 spett.) |

| Tallinn 28 aprile 2006, ore 16:30 | Paesi Bassi | 2 – 8 (1-2; 1-3; 0-3) referto | Austria | Kreenholm Ice Hall (493 spett.) |

| Tallinn 28 aprile 2006, ore 20:00 | Estonia | 2 – 7 (0-4; 1-2; 1-1) referto | Lituania | Kreenholm Ice Hall (2.500 spett.) |

| Tallinn 29 aprile 2006, ore 13:00 | Austria | 5 – 3 (3-1; 0-1; 2-1) referto | Polonia | Kreenholm Ice Hall (1.100 spett.) |

| Tallinn 29 aprile 2006, ore 16:30 | Lituania | 9 – 3 (5-2; 1-0; 3-1) referto | Croazia | Kreenholm Ice Hall (300 spett.) |

| Tallinn 29 aprile 2006, ore 20:00 | Paesi Bassi | 2 – 7 (0-2; 0-1; 2-4) referto | Estonia | Kreenholm Ice Hall (3.807 spett.) |

### Classifica
| Pos. |             | PG | V | N | P | GF | GS | DR  | Pt |
| 1.   | Austria     | 5  | 5 | 0 | 0 | 27 | 9  | +18 | 10 |
| 2.   | Lituania    | 5  | 3 | 1 | 1 | 24 | 14 | +10 | 7  |
| 3.   | Polonia     | 5  | 3 | 0 | 2 | 19 | 10 | +9  | 6  |
| 4.   | Estonia     | 5  | 2 | 0 | 3 | 19 | 21 | -2  | 4  |
| 5.   | Paesi Bassi | 5  | 1 | 1 | 3 | 13 | 24 | -11 | 3  |
| 6.   | Croazia     | 5  | 0 | 0 | 5 | 11 | 35 | -24 | 0  |

### Riconoscimenti individuali
- Miglior portiere: Arunas Aleinikovas -  Lituania
- Miglior difensore: Jeremy Rebek -  Austria
- Miglior attaccante: Thomas Koch -  Austria

### Classifica marcatori
| Giocatore               | PG | G | A | Pt | +/- | MP |
| ----------------------- | -- | - | - | -- | --- | -- |
| Darius Pliskauskas      | 5  | 5 | 7 | 12 | +4  | 4  |
| Thomas Koch             | 5  | 5 | 5 | 10 | +6  | 2  |
| Darius Lelanas          | 5  | 7 | 1 | 8  | +3  | 2  |
| Arturas Katulis         | 5  | 3 | 5 | 8  | +7  | 0  |
| Matthias Trattnig       | 5  | 4 | 3 | 7  | +1  | 8  |
| Mariusz Czerkawski      | 5  | 3 | 4 | 7  | +3  | 2  |
| Marcin Kolusz           | 5  | 2 | 5 | 7  | +6  | 4  |
| Dainius Bauba           | 5  | 1 | 6 | 7  | +2  | 10 |
| Egidijus Bauba          | 5  | 1 | 6 | 7  | +4  | 31 |
| Dmitrijus Bernatavicius | 5  | 2 | 4 | 6  | +5  | 0  |

Fonte: IIHF.com

### Classifica portieri
| Giocatore          | Min    | TC  | GS | SO | MGS  | Sv%   |
| ------------------ | ------ | --- | -- | -- | ---- | ----- |
| Arunas Aleinikovas | 228:47 | 177 | 11 | 1  | 2.88 | 93.79 |
| Reinhard Divis     | 240:00 | 86  | 7  | 0  | 1.75 | 91.86 |
| Rafal Radziszewski | 188:39 | 76  | 7  | 0  | 2.23 | 90.79 |
| Aleksei Terentjev  | 235:42 | 138 | 13 | 0  | 3.31 | 90.58 |
| Phil Groeneveld    | 274:49 | 173 | 21 | 0  | 4.58 | 87.86 |

Fonte: IIHF.com